# جی. وای. پیلای
جی. وای. پیلای (انگلیسی: J. Y. Pillay؛ زادهٔ ۳۰ مارس ۱۹۳۴) سیاست‌مدار اهل سنگاپور است. وی از ۱ سپتامبر ۲۰۱۷ تا ۱۳ سپتامبر ۲۰۱۷ به عنوان رئیس‌جمهور موقت سنگاپور فعالیت نمود.